# Ocnerostoma
Ocnerostoma là một chi bướm đêm thuộc họ Yponomeutidae.

## Các loài
- Ocnerostoma argentella - Zeller, 1839
- Ocnerostoma copiosella - Frey, 1856
- Ocnerostoma friesei - Svensson, 1966
- Ocnerostoma piniariella - Zeller, 1847
- Ocnerostoma strobivorum - Freeman, 1961